# Kamienica Pomorska 50 – Cieszkowskiego 24 w Bydgoszczy
Kamienica Pomorska 50 - Cieszkowskiego 24 w Bydgoszczy – zabytkowa kamienica w Bydgoszczy.

## Położenie
Budynek znajduje się w narożu ul. Cieszkowskiego i ul. Pomorskiej w Bydgoszczy.

## Historia
Pierwsza zabudowa na parceli datuje się na lata 70. XIX wieku i dotyczyła ulicy Pomorskiej. W 1895 roku w miejsce istniejącego budynku architekt Fritz Weidner zaprojektował nową, okazalszą kamienicę czynszową na zlecenie Wilhelminy Wiemer, właścicielki parceli.
Ostatecznie autorem projektu został jednak Karl Bergner w miejsce Weidnera, który prowadził z właścicielką spory finansowe. Budowę kamienicy ukończono w 1899 roku. 
Parter przeznaczono na sklepy i pomieszczenia gastronomiczne, a piętra na mieszkania. W 1926 roku właścicielką nieruchomości została Anna Hinz, a od 11 lutego 1936 roku Ryszard Klewin, lekarz dentysta, który nabył w 1935 roku nieruchomość od Edwarda Hinza.
W okresie PRL w budynku mieściła się restauracja "Gromada", a w okresie po 2000 - "Pierogarnia Pod Aniołami", prowadzona przez Caritas diecezji bydgoskiej.
Pierwotny wygląd fasady wraz ze zrekonstruowanym detalem architektonicznym przywrócono podczas remontu przeprowadzonego w 1994 roku.

## Architektura
Trójkondygnacyjny budynek z poddaszem mieszkalnym założony jest na planie litery „U” ze ściętym narożnikiem. Elewacja frontowa jest zryzalitowana po bokach, zaś narożnik jest wzbogacony dwukondygnacyjnym wykuszem.
Ryzality boczne zwieńczone są trójkątnymi szczytami, a facjaty na dachu - kopulastymi hełmami. Wykusz narożnika na wysokości drugiego piętra jest otwarty arkadową loggią wspartą na jońskich kolumnach, a wyżej przykryty ażurową, ośmioboczną latarnią z hełmem i iglicą.
Budynek prezentuje styl eklektyczny z formami architektury malowniczej oraz neobarokowymi zdobieniami. 

## Galeria

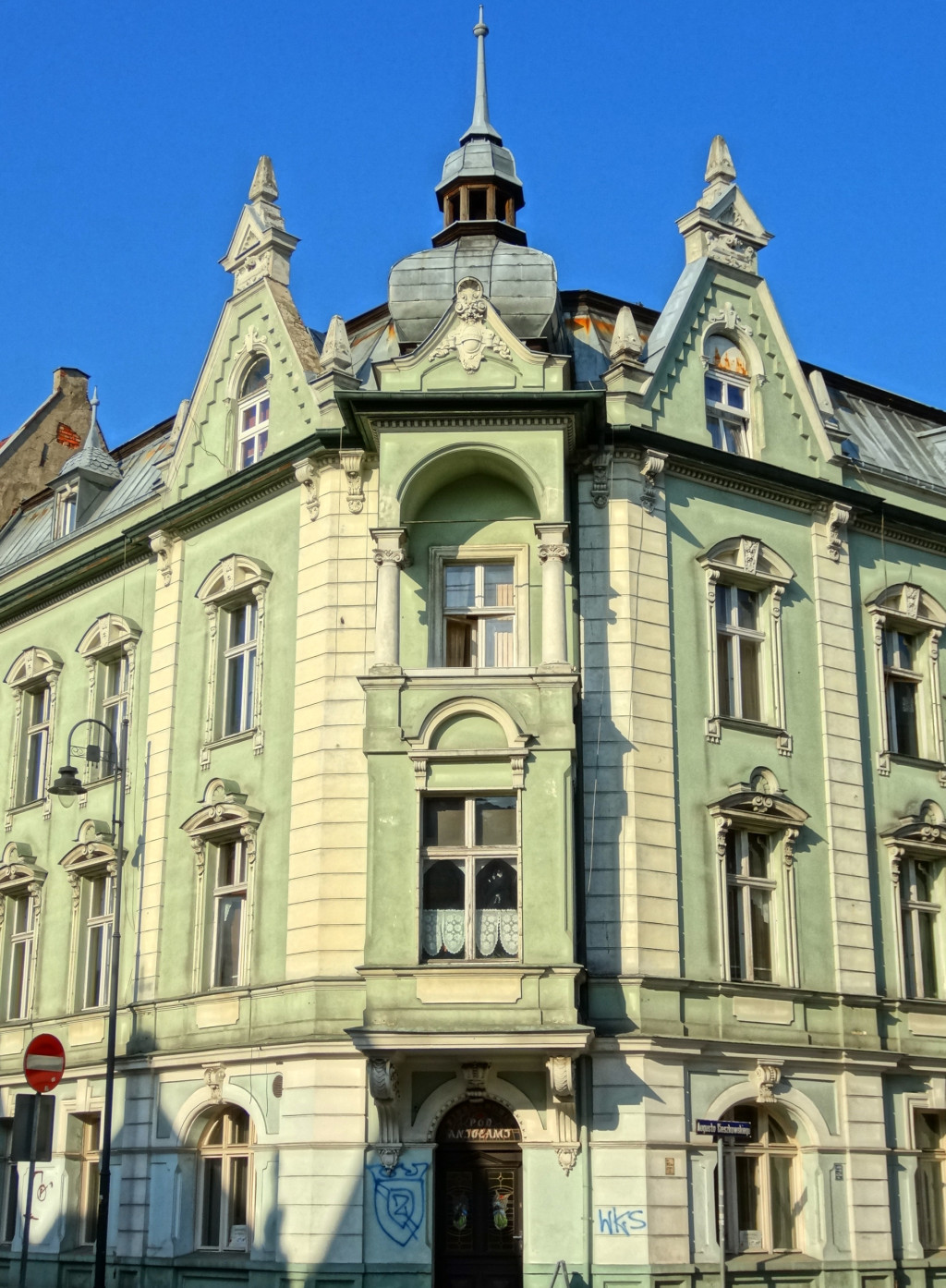
Widok ogólny
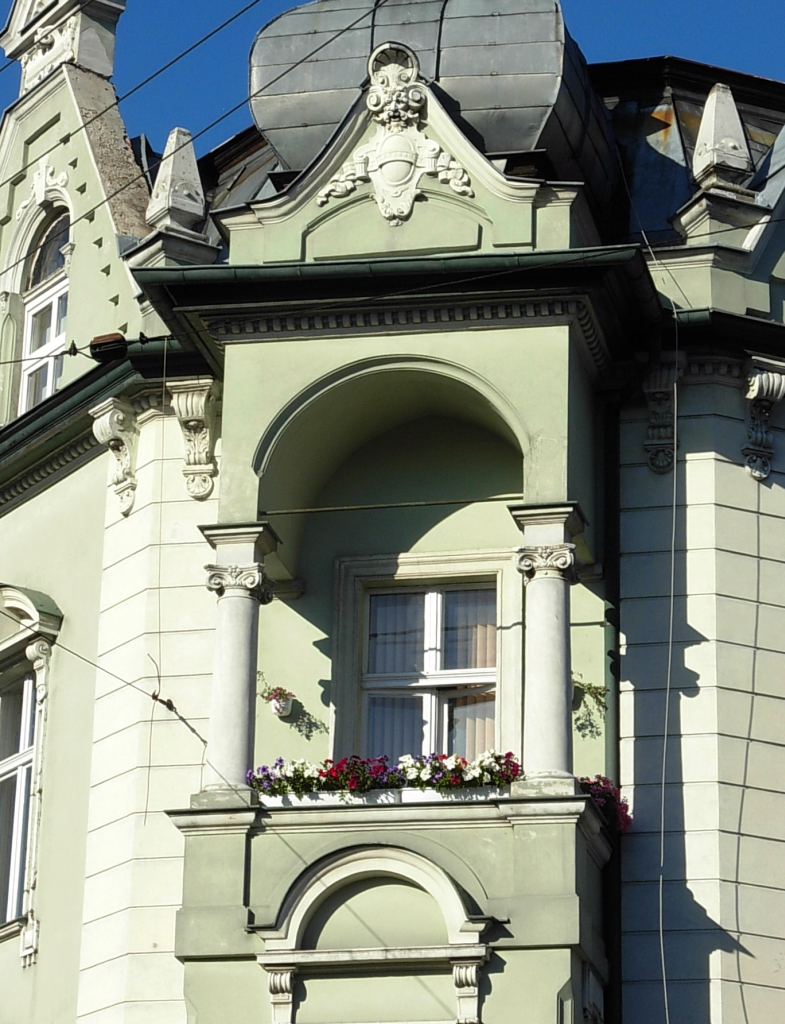
Loggia wsparta na kolumnach jońskich
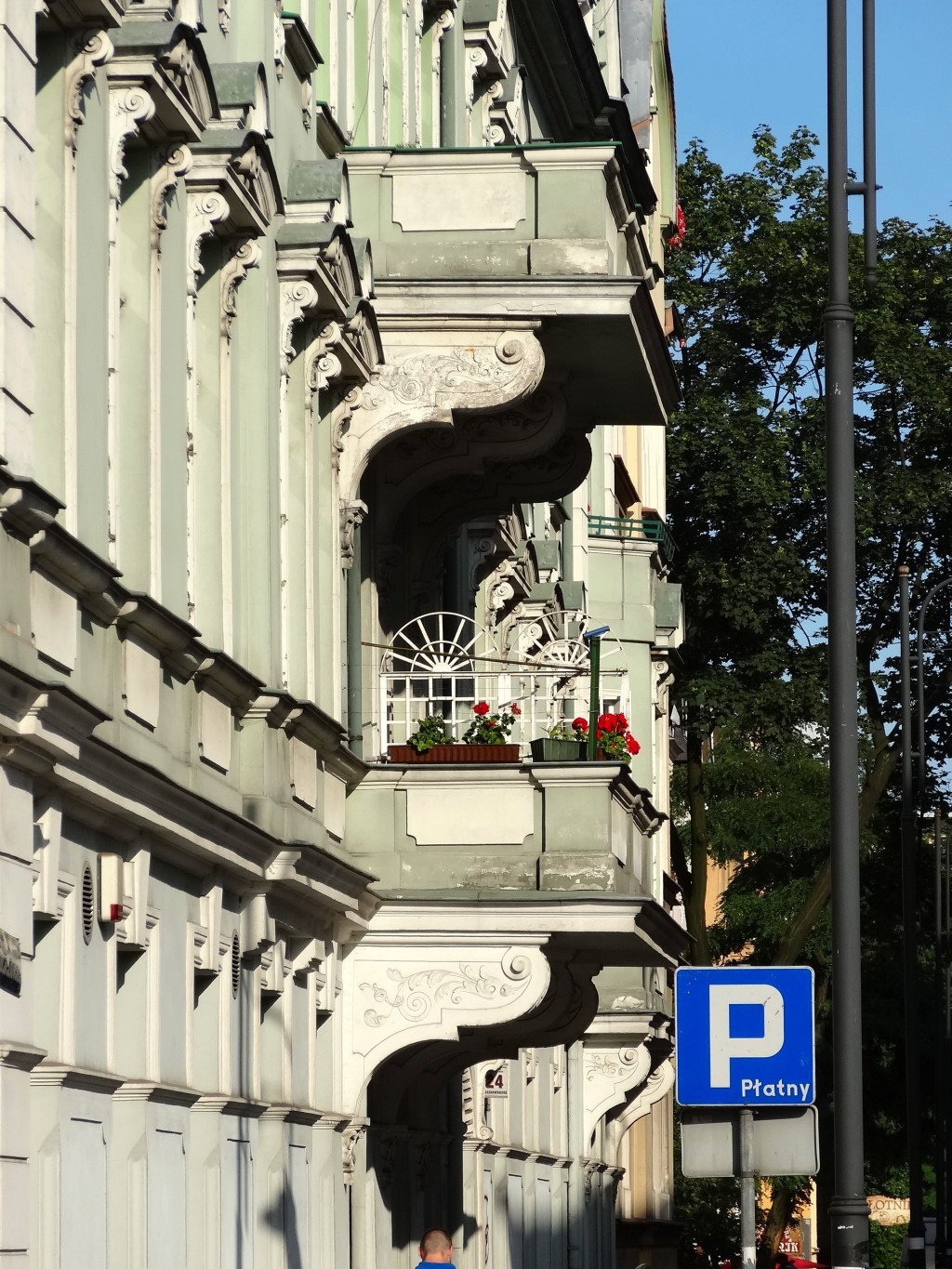
Balkony
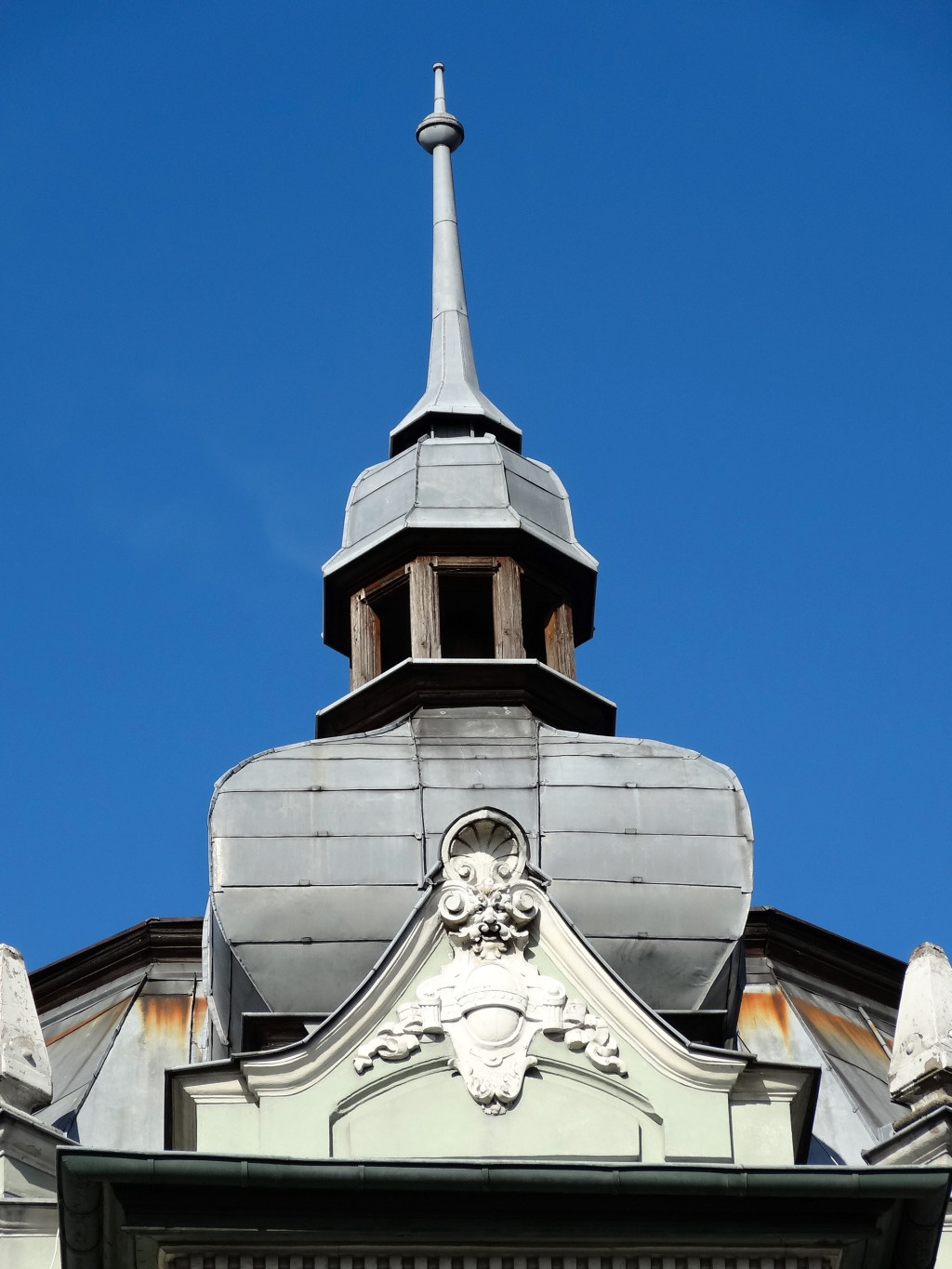
Latarnia z hełmem i iglicą
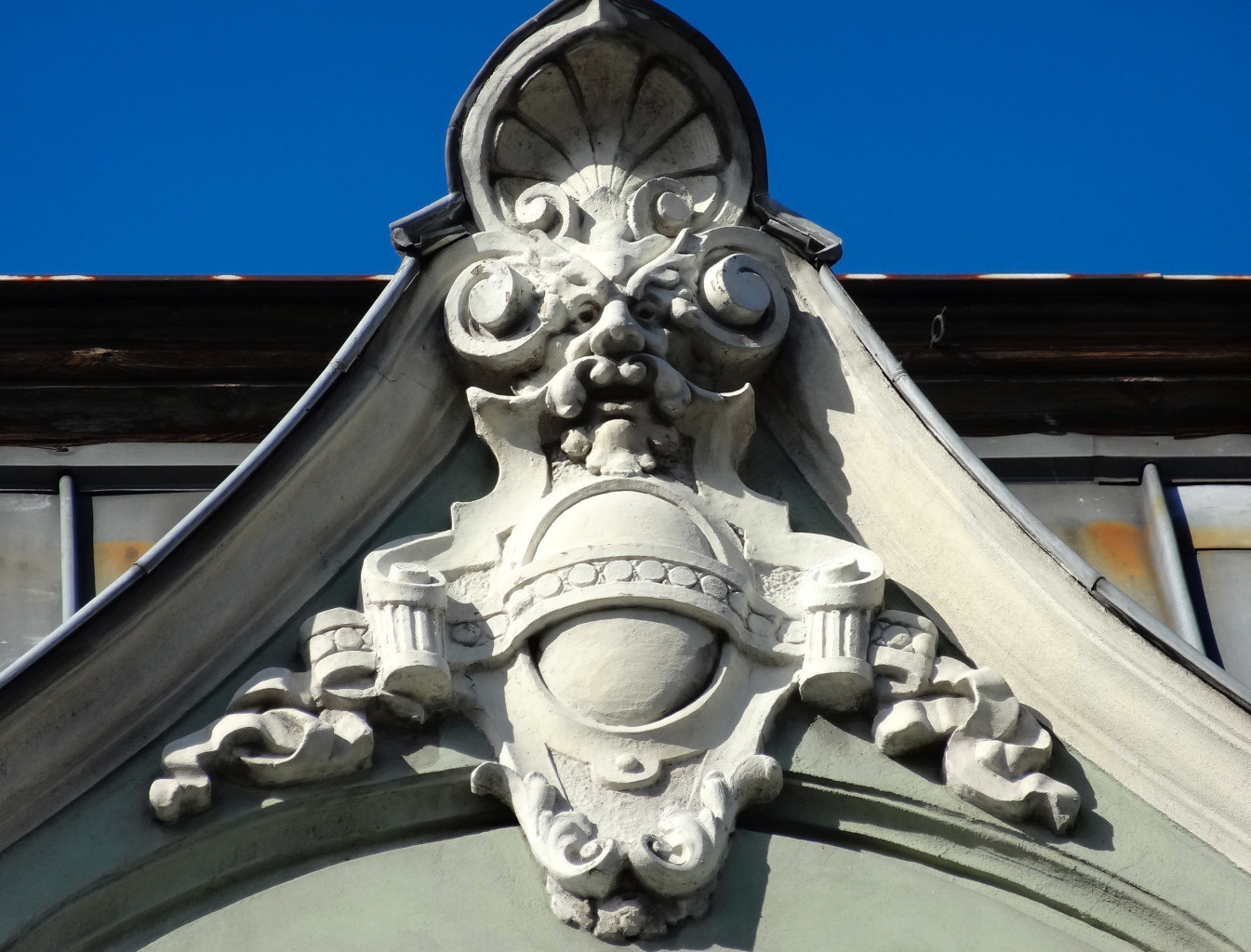
Kartusz